# Stacey Cook

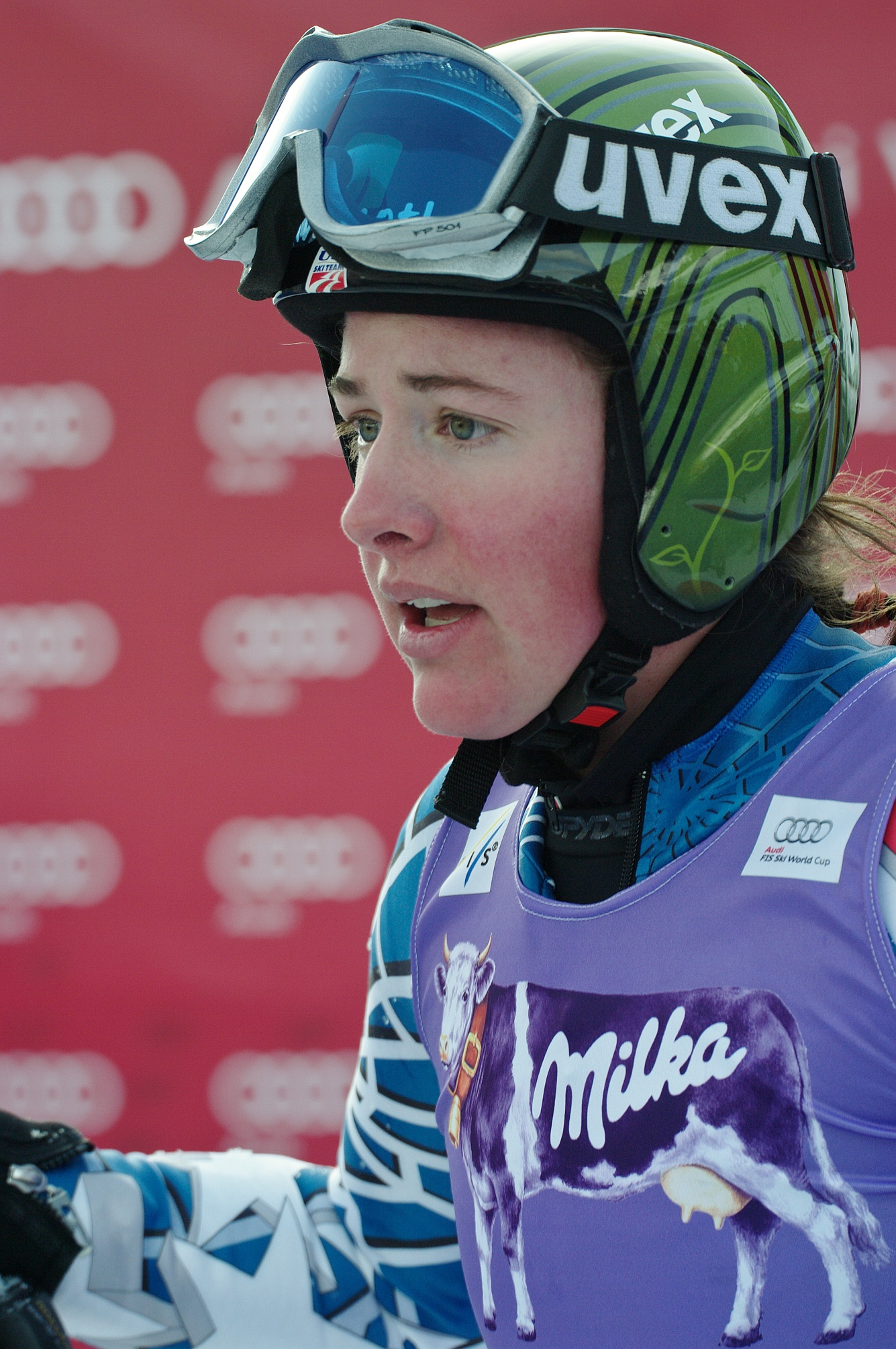
Stacey Cook.

Stacey Cook nació el 3 de julio de 1984 en Truckee (Estados Unidos), es una esquiadora que tiene 3 podiums en la Copa del Mundo de Esquí Alpino.

## Resultados

### Juegos Olímpicos de Invierno
- 2006 en Turín, Italia
  - Descenso: 19.ª
  - Eslalon Gigante: 23.ª
- 2010 en Vancouver, Canadá
  - Descenso: 11.ª
- 2014 en Sochi, Rusia
  - Descenso: 17.ª

### Campeonatos Mundiales
- 2007 en Åre, Suecia
  - Descenso: 16.ª
- 2009 en Val d'Isère, Francia
  - Descenso: 9.ª
  - Combinada: 16.ª
  - Super Gigante: 22.ª
- 2011 en Garmisch-Partenkirchen, Alemania
  - Descenso: 25.ª
- 2013 en Schladming, Austria
  - Descenso: 6.ª
  - Combinada: 18.ª
- 2015 en Vail/Beaver Creek, Estados Unidos
  - Super Gigante: 13.ª
  - Descenso: 19.ª

### Copa del Mundo

#### Clasificación general Copa del Mundo
- 2005-2006: 54.ª
- 2006-2007: 38.ª
- 2007-2008: 48.ª
- 2008-2009: 110.ª
- 2009-2010: 56.ª
- 2010-2011: 45.ª
- 2011-2012: 41.ª
- 2012-2013: 31.ª
- 2013-2014: 28.ª
- 2014-2015: 34.ª

#### Clasificación por disciplinas (Top-10)
- 2011-2012:
  - Descenso: 10.ª
- 2012-2013:
  - Descenso: 4.ª